# عشق‌آباد (پلدشت)
عشق‌آباد، روستایی است از توابع شهرستان پلدشت و استان آذربایجان غربی ایران.

## جمعیت
این روستا در دهستان چایپاسار شرقی قرار داشته و بر اساس سرشماری سال ۱۳۸۵ جمعیت آن ۲۷۸نفر (۶۵ خانوار) 
بوده است.